# Маринки
Маринки (лат. Schizothorax — «Схизоторакс») или «акбалык» (белая рыба), род рыб семейства карповых.
Эти рыбы обитают в реках и озёрах Центральной и Средней Азии, Казахстане.

## Строение
Тело у рыб этого рода вальковатое, покрыто мелкой чешуёй. Основной цвет чешуи кремовый или серо-оливковый, спина и плавники серые, подхвостовой плавник и анальное отверстие окаймлены рядом увеличенных чешуй. В уголках рта у маринок — две пары коротких усов.
Глоточные зубы у этих рыб трёхрядные (5,3,2—2,3,5). В длину маринки достигают 1 м, весят до 12 кг.
Брюшина чёрная и от этого, вероятно, происходит местное название «карабалык» или чёрная рыба.
Нерест происходит весной в реках. Икра ядовитая, донная, липкая.

## Представители
В природе существует несколько десятков видов маринок, включая:
- Schizothorax argentatus — Балхашская маринка
- Schizothorax esocinus — Щуковидная маринка
- Schizothorax intermedius — Обыкновенная маринка
- Schizothorax pelzami — Закаспийская маринка
- Schizothorax pseudaksaiensis — Илийская маринка

## Питание
Илийская и щуковидная маринка ведут хищный образ жизни, питаются другими рыбами, обыкновенная маринка питается в основном беспозвоночными (насекомые), а балхашская маринка — растениями.

## Употребление в пищу
Считается, что эти рыбы обладают вкусным жирным мясом, но в пищу их употребляют только после удаления икры, молок и чёрной плёнки брюшины, а также жабр, так как они содержат ядовитые вещества (особенно весной).